# Paul Sauer (Priester)

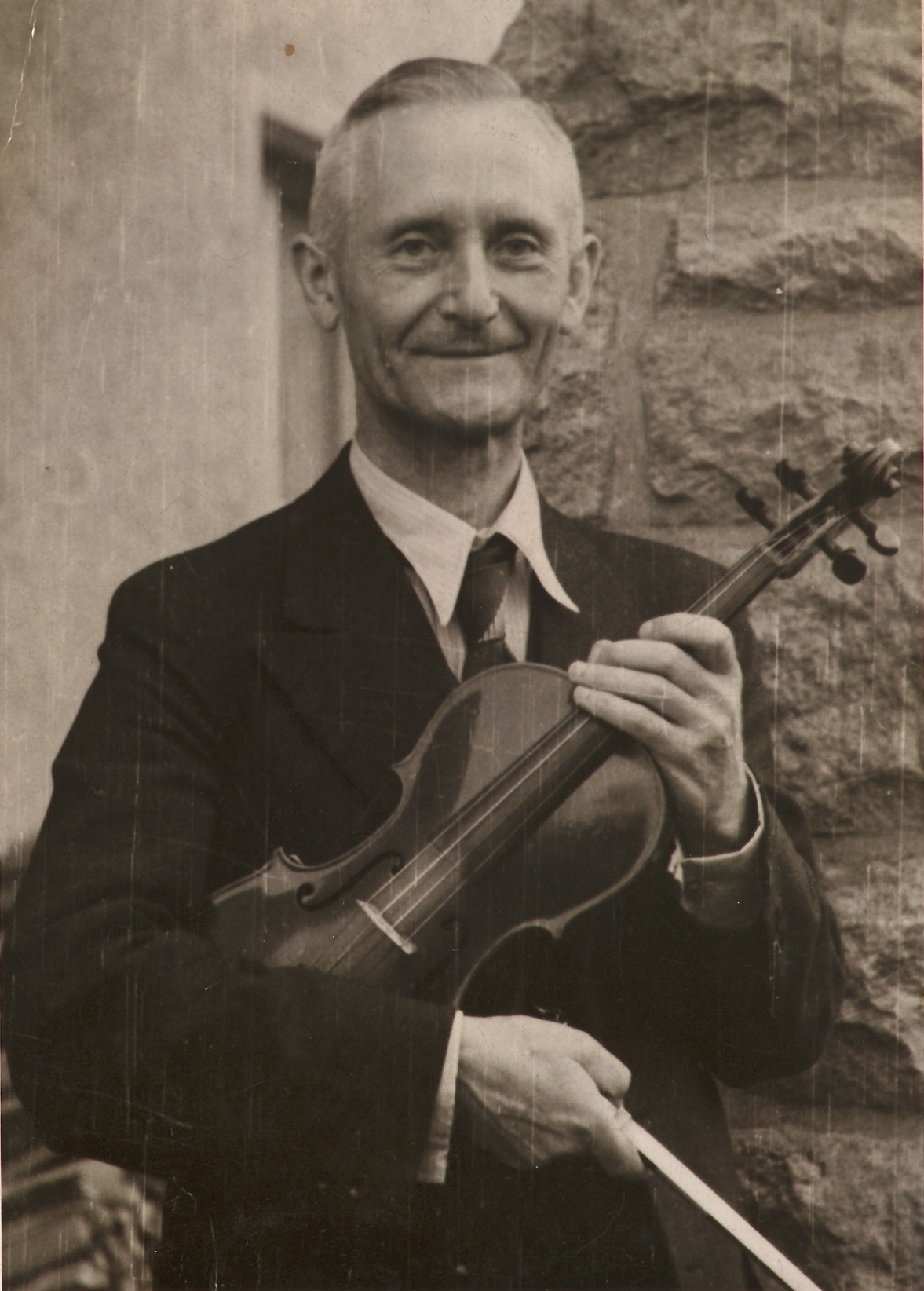
Paul Sauer

Paul Sauer (* 26. September 1892 in Bielitz, Landkreis Falkenberg O.S.; † 24. Juni 1946 in Bolesławiec (deutsch Bunzlau)) war ein deutscher Priester, der nach Ende des Zweiten Weltkriegs durch den polnischen Geheimdienst gefangen genommen wurde und in der Haft zu Tode kam.

## Leben
Sauer entstammte einer Bauernfamilie. 1921 empfing er in Breslau die Priesterweihe und war in der Zeit des Nationalsozialismus ab 1938 Stadtpfarrer an der Kirche St. Maria Himmelfahrt und St. Nikolaus in Bunzlau. Er war hochmusikalisch und unterstützte die Ökumenische Bewegung. Wegen regimekritischer Äußerungen kam er zeitweilig in Haft. Als die Rote Armee im Februar 1945 in Niederschlesien einmarschierte, bewahrte er seine Kirche vor Plünderung und Zerstörung. Pfarrhaus und Kirche wurden Verfolgten und Bedrängten zur Zufluchtsstätte.  Die ersten Polen aus dem Lemberger Raum trafen in Bunzlau erst am 17. September 1945 ein, im Herbst kam ein weiterer Transport, und im folgenden Jahr siedelten in Bunzlau viele Remigranten aus Jugoslawien. Allen Bewohnern Bunzlaus, Deutschen beider Konfession wie auch den vielen Ausländern, war er ein hingebungsvoller Seelsorger.
1946 fiel er einer vom polnischen Geheimdienst inszenierten Verfolgungswelle zum Opfer, gemeinsam mit ca. 100 anderen Deutschen in Stadt und Kreis Bunzlau. Man unterstellte ihm, Rädelsführer einer Untergrundorganisation zu sein, die Schlesien für Deutschland zurückerobern wolle. Zum Anlass nahm man die Tatsache, dass er über sein Pfarramt für die in der Heimat verbliebenen Deutschen eine Postverbindung nach dem Westen (die sog. Caritas-Post) aufgebaut hatte. Zeitzeugen berichten, dass er den Mitgefangenen trotz schwerer Misshandlungen Mut machte. Er starb nach knapp zweimonatiger Haft, wenige Tage nach seinem 25-jährigen Priesterjubiläum.

## Gedenken
Anlässlich der 50. Wiederkehr des Beginns der seelsorglichen Tätigkeit Paul Sauers in Bunzlau errichtete die Bundesheimatgruppe mit Unterstützung der Patenstadt Siegburg und der katholischen Pfarrgemeinde einen Gedenkstein neben der Stadtpfarrkirche St. Servatius (Siegburg). Dort werden an Sauers Todestag (24. Juni) Gedenkandachten gehalten.
Auf Initiative der Heimatgruppe fand im Mai 2004 in Bolesławiec eine internationale Tagung statt. Wissenschaftler und Zeitzeugen befassten sich mit Erzpriester Sauer und plädierten für seine offizielle Rehabilitierung. Daraufhin verhandelte die Heimatgruppe mit staatlichen und kirchlichen Behörden in Polen und Deutschland, um die Anbringung einer Ehrentafel in Bunzlau (Bolesławiec) zu erreichen. Mit diesem Wunsch stieß sie bei einigen Einwohnern der Stadt auf Verständnis: Die Ausstellung „20 Jahre Städtepartnerschaft mit Siegburg“ – 2012 konzipiert in Bunzlau und bis Juni 2013 im Siegburger Rathaus zu sehen – dokumentierte die Paul-Sauer-Veranstaltung von 2004 als einen Meilenstein der Städtepartnerschaft.

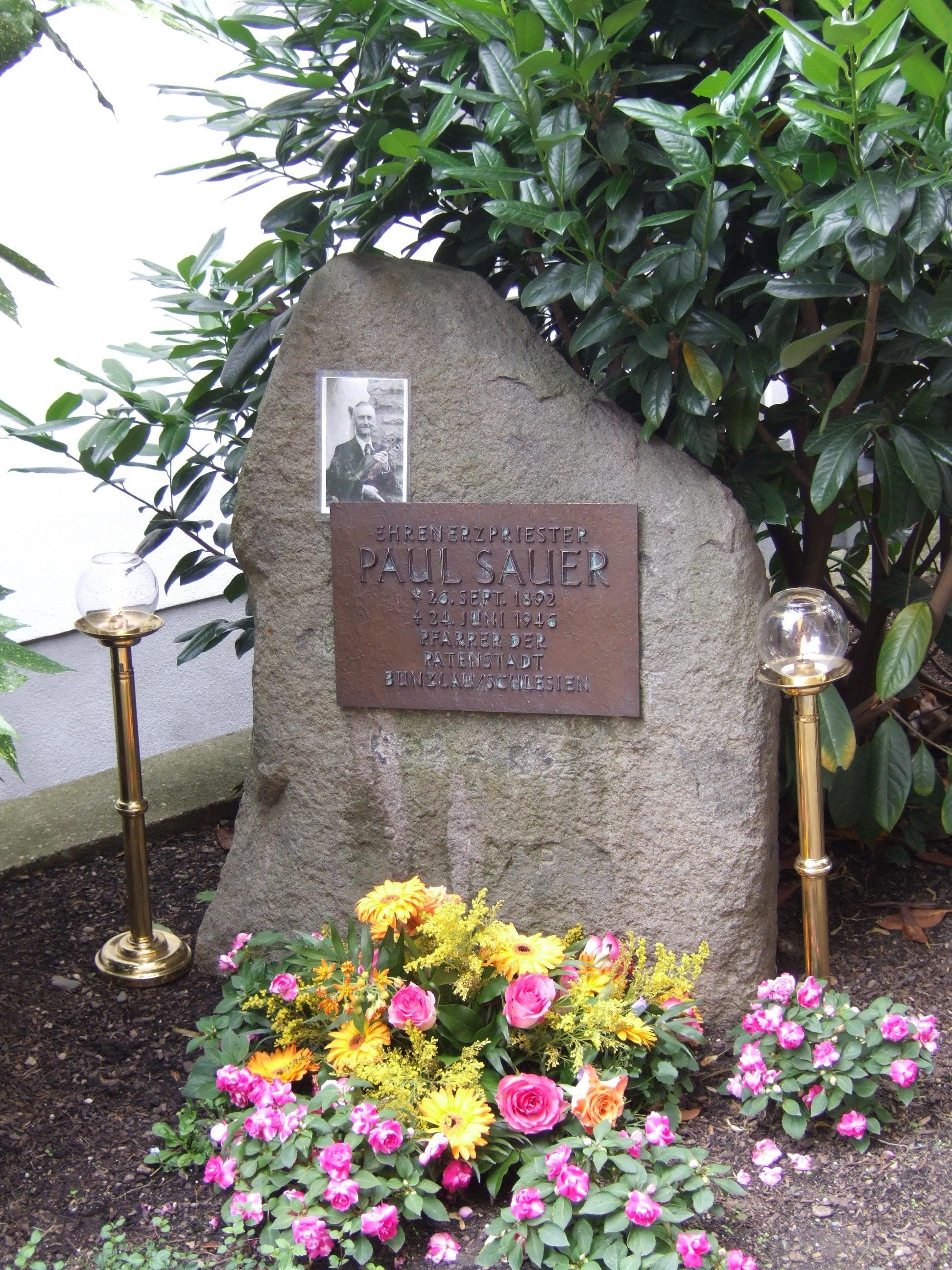
Gedenkstein in Siegburg
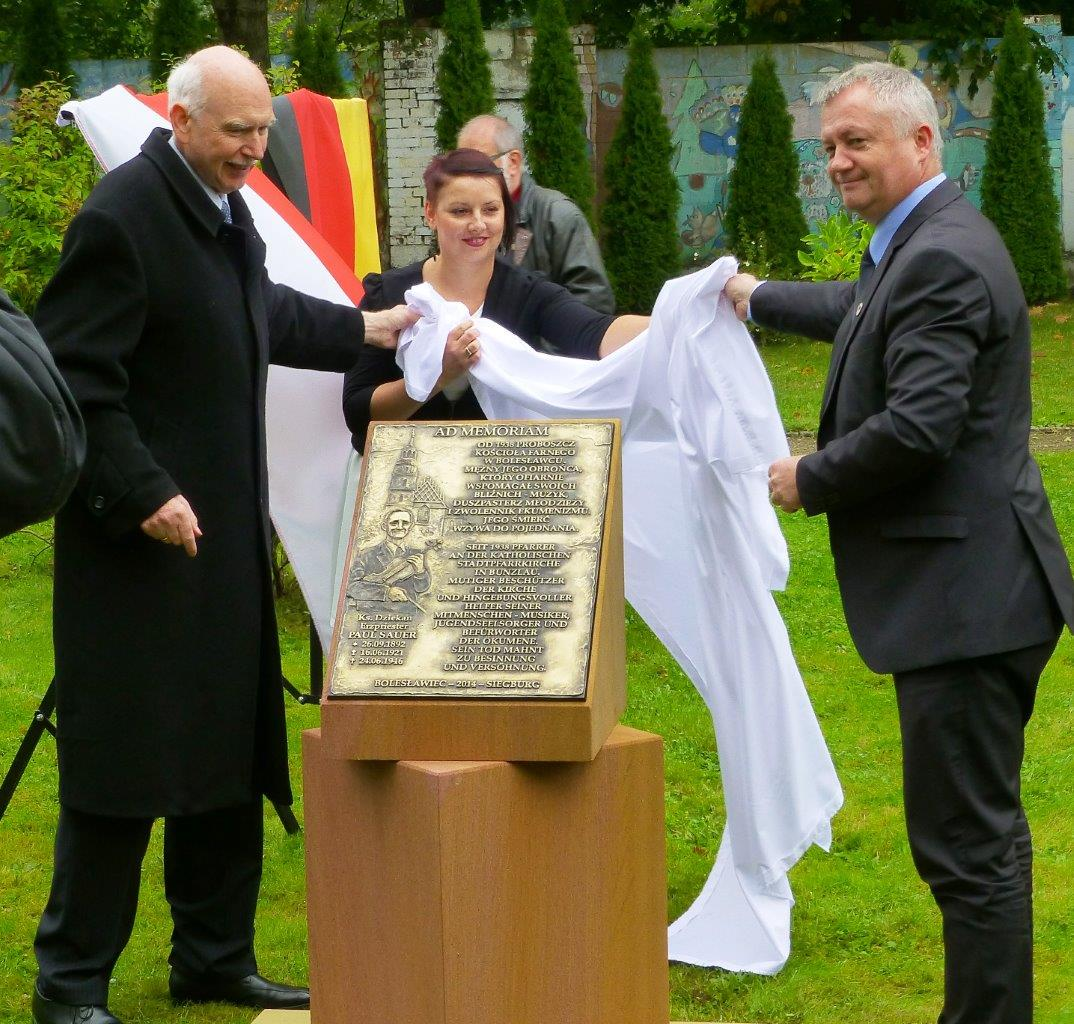
Enthüllung des Ehrenmals in Bolesławiec (2014)
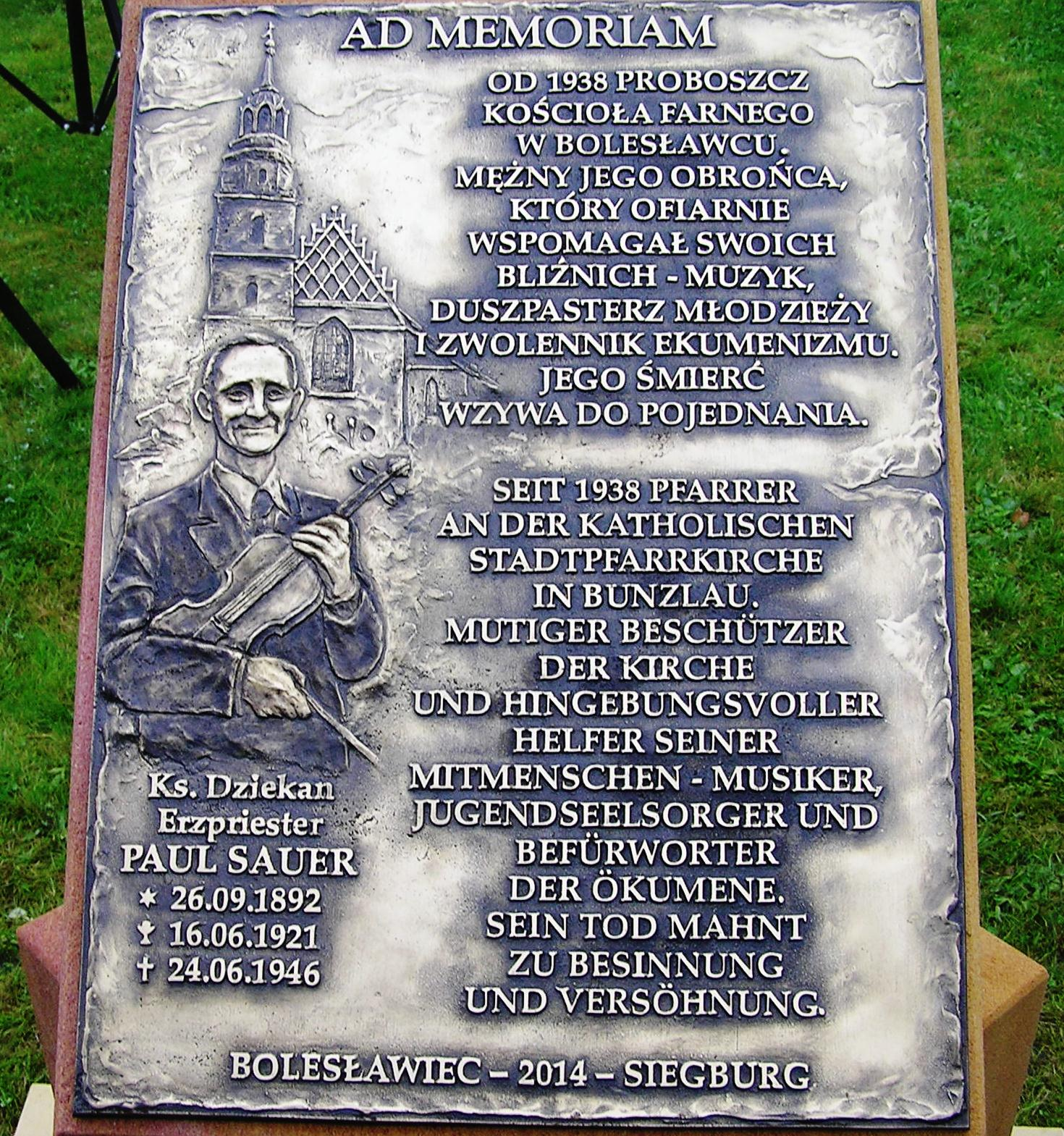
Polnisch-deutsche Ehrung